# Mesoleius styriacus
Mesoleius styriacus är en stekelart som beskrevs av Heinrich 1953. Mesoleius styriacus ingår i släktet Mesoleius och familjen brokparasitsteklar. Inga underarter finns listade i Catalogue of Life.